# 검은수마트라랑구르
검은수마트라랑구르(Presbytis sumatrana)는 긴꼬리원숭이과에 속하는 영장류의 하나이다. 이전에는 수마트라잎원숭이의 아종(Presbytis melalophos sumatrana로 알려짐)으로 간주되었지만, 유전자 분석 결과 이들은 별개의 종임이 밝혀졌다. 검은수마트라랑구르는 인도네시아 수마트라 섬의 토착종이다. 주로 삼림 벌채와 애완동물로 포획되는 동물이기 때문에 IUCN에서 멸종 위기에 처한 종으로 지정되어 있다.